# 圈头乡 (安新县)
圈头乡，是中华人民共和国河北省保定市安新县下辖的一个乡镇级行政单位。

## 行政区划
圈头乡下辖以下地区：
东街村、西街村、桥南村、桥西村、桥东村、邵庄子村、采蒲台村、光淀村、大田庄村、北田庄村和东田庄村。